# São Sebastião do Anta
São Sebastião do Anta est une municipalité brésilienne de l'État du Minas Gerais et la microrégion de Caratinga.